# NGC 5690
NGC 5690 ist eine 12,0 mag helle Spiralgalaxie vom Hubble-Typ Sc mit ausgedehnten Sternentstehungsgebieten im Sternbild Jungfrau am Nordsternhimmel. Sie ist schätzungsweise 78 Millionen Lichtjahre von der Milchstraße entfernt und hat einen Durchmesser von etwa 80.000 Lichtjahren. Gemeinsam mit weiteren 30 Galaxien ist sie Mitglied der NGC 5746-Gruppe (LGG 386).
Im selben Himmelsareal befindet sich u. a. die Galaxie NGC 5725.
Das Objekt wurde am 30. April 1786 von Wilhelm Herschel mit einem 18,7-Zoll-Spiegelteleskop entdeckt, der sie dabei mit „F, mE, resolvable, 2′ long, 0.25′ broad; following a star 6th mag, 16 seconds in time“ beschrieb.